# Campo Elías Santacruz
Campo Elías Santacruz (Medellín, Antioquia, Colombia; 6 de enero de 1985) es un exfutbolista colombiano. Jugaba de defensa lateral y actualmente trabaja como director técnico en Rojo F.C.

## Clubes
| Club                   | País     | Año         |
| ---------------------- | -------- | ----------- |
| Independiente Medellín | Colombia | 2004        |
| Girardot F. C.         | Colombia | 2007        |
| Expreso Rojo           | Colombia | 2008        |
| Bogotá F. C.           | Colombia | 2008 - 2010 |
| Real Cartagena         | Colombia | 2011        |
| Bogotá F. C.           | Colombia | 2012        |
| Real Cartagena         | Colombia | 2012        |
| América de Cali        | Colombia | 2013        |
| Unión Magdalena        | Colombia | 2014        |
| Envigado F. C.         | Colombia | 2015        |
| Jaguares de Córdoba    | Colombia | 2016        |

## Palmarés

### Torneos nacionales
| Título          | Equipo                 | País     | Año  |
| --------------- | ---------------------- | -------- | ---- |
| Torneo Apertura | Independiente Medellín | Colombia | 2004 |